# Pedro Millet
Pedro Luis Millet Soler, bzw. Pere Lluís Millet Soler (* 27. Mai 1952 in Barcelona) ist ein ehemaliger spanischer Segler.

## Erfolge
Pedro Millet nahm an den Olympischen Spielen 1976 in Montreal mit Antonio Gorostegui in der 470er Jolle teil. Sie belegten mit 49,7 Gesamtpunkten den zweiten Platz hinter Harro Bode und Frank Hübner und erhielt somit die Silbermedaille.